# Elena Burika
Elena Burika accreditata anche come Elena Bourika o Elena Bouryka (in russo Елена Бурика?; Mosca, 29 luglio 1983) è un'attrice ed ex modella russa naturalizzata italiana.

## Biografia
Nata a Mosca ma italiana d'adozione, trascorre infanzia ed adolescenza a Pescara, città in cui frequenta il liceo scientifico. Dopo aver intrapreso a 15 anni la carriera di modella e di testimonial pubblicitaria, tra il 2003 e il 2005 partecipa a diverse trasmissioni di intrattenimento e parodia come Stracult (2003-2007); Isolati (2003); Abbasso il Frollocone (2005); Bla bla bla (2005). Nel 2006 interpreta il personaggio di Valentina nel film Notte prima degli esami, regia di Fausto Brizzi. Sempre nel 2006 è protagonista di Agente matrimoniale, regia di Christian Bisceglia e Ma l'amore... sì!, regia di Marco Costa e Tonino Zangardi.
Successivamente è nel cast, tra gli altri, di Family Game di Alfredo Arciero, L'abbuffata di Mimmo Calopresti e di Tutte le donne della mia vita di Simona Izzo, tutti del 2007, Tris di donne e abiti nuziali, regia di Vincenzo Terracciano, e Le cose in te nascoste, regia di Vito Vinci, del 2008, La soluzione migliore diretto da Luca Mazzieri del 2009. Nel 2013 esordisce alla regia col cortometraggio Meglio se stai zitta che viene presentato al Festival di Cannes nella sezione Short Corner.

## Vita privata
È stata sposata con l'avvocato Mauro Leone (figlio di Giovanni Leone) dal 2006 al 2011.

## Filmografia

### Cinema
- The Torturer, regia di Lamberto Bava (2005)
- Passo a due, regia di Andrea Barzini (2005)
- Notte prima degli esami, regia di Fausto Brizzi (2006)
- Agente matrimoniale, regia di Christian Bisceglia (2006)
- Ma l'amore... sì!, regia di Marco Costa e Tonino Zangardi (2006)
- Family Game, regia di Alfredo Arciero (2007)
- L'abbuffata, regia di Mimmo Calopresti (2007)
- Tutte le donne della mia vita, regia di Simona Izzo (2007)
- Lillo e Greg - The movie!, regia di Luca Rea (2007)
- E guardo il mondo da un oblò, regia di Stefano Calvagna (2007)
- Tris di donne e abiti nuziali, regia di Vincenzo Terracciano (2008)
- Le cose in te nascoste, regia di Vito Vinci (2008)
- Penso che un sogno così, regia di Marco De Luca (2008)[1]
- Cartoline da Roma, regia di Giulio Base (2008)
- Piede di Dio, regia di Luigi Sardiello (2009)
- Barbarossa, regia di Renzo Martinelli (2009)
- La soluzione migliore, regia di Luca Mazzieri (2009)
- Blood Red Karma, regia di Antonio Nardone (2012)
- Confidenza, regia di Daniele Luchetti (2024)

### Televisione
- La squadra 3, registi vari - Serie TV (2002)
- Carabinieri 4, regia di Raffaele Mertes Serie TV (2005)
- Elisa di Rivombrosa, regia di Cinzia TH Torrini e Stefano Alleva - Serie TV (2005)
- L'ultimo rigore 2, regia di Sergio Martino - Miniserie TV (2006)
- R.I.S. 2 - Delitti imperfetti, regia di Alexis Sweet - Serie TV, episodio 2x02 (2006)
- Moana, regia di Alfredo Peyretti - Miniserie TV (2009)
- Io e mio figlio - Nuove storie per il commissario Vivaldi, regia di Luciano Odorisio - Miniserie TV (2010)
- Nero Wolfe – serie TV, episodio 1x08 (2012)

## Programmi TV
- Isolati (2003)
- Abasso il Frollocone (2003-2004)
- Stracult (2003-2007)
- Bla bla bla (2005)

### Cortometraggi
- Metti a fuoco alcune cose, regia di Fabrizio Finamore
- La voce del cuore, regia di Ugo Mangini
- Autostop, regia di Simone Bonacelli (2007)
- All Human Rights for All, regia di Giorgio Treves (2008)

### Regia
- Meglio se stai zitta - cortometraggio (2013)